# Africký roh

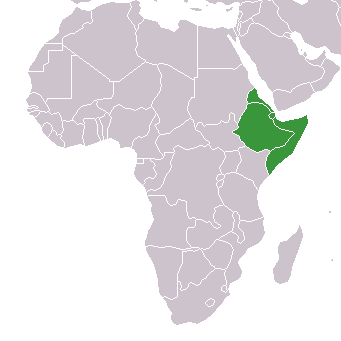
Státy Afrického rohu

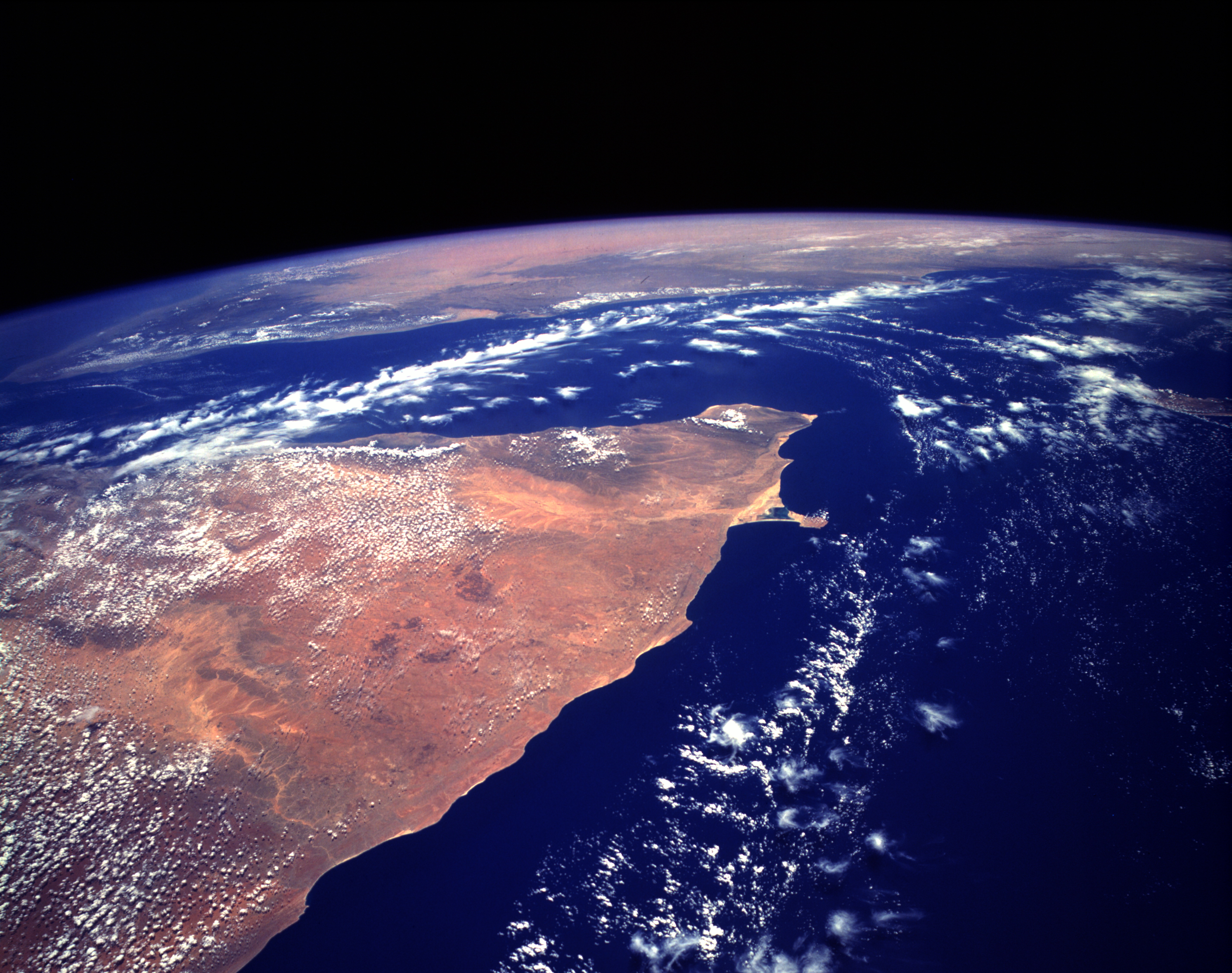
Africký roh – fotografie z oběžné dráhy, květen 1993. Oranžová a světlehnědá barva ukazuje na vyprahlé klima.

Africký roh (nebo také Somálský poloostrov či východoafrický poloostrov) je poloostrov ve východní Africe, který vybíhá do Arabského moře. Je to nejvýchodnější část Afrického kontinentu a nazývá se tak, protože připomíná roh nosorožce. Zabírá území přibližně 2 000 000 km² a žije zde asi 80 milionů obyvatel.
Tento pojem také označuje území, které zahrnuje země:
- Etiopie
- Somálsko
- Džibutsko
- Eritrea

## Geografie a klima
Africký roh leží téměř ve stejné vzdálenosti od rovníku i od obratníku Raka. Podnebí je zde suché.
U pobřeží poloostrova leží Sokotra, malý ostrov v Indickém oceánu, který je považován za část Afriky.

## Ekonomika
Státy v tomto regionu závisí na několika klíčových produktech k exportu:
- Etiopie: káva – 80 % celkového exportu.
- Somálsko: banány a dobytek přes 50 % celkového exportu.

## Ekologie

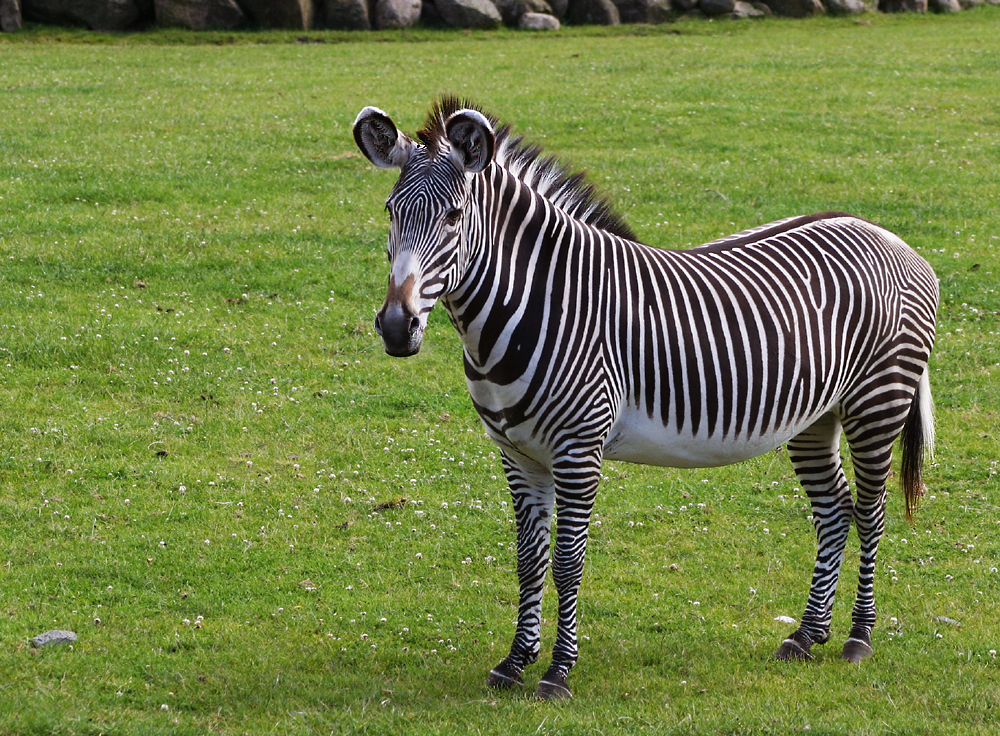
Zebra Grévyho, symbol regionu

Africký roh je jedno z míst chráněných organizací UNESCO. Problém však je s mizením přirozené pastvy a zůstává pouze 5 % z původního přirozeného prostředí. Na ostrově Sokotra je další problém s růstem infrastruktury.

### Fauna
Na tomto území se nachází přibližně 220 druhů savců. Mezi ohroženými druhy je několik druhů antilop. Další pozoruhodné druhy zahrnují například somálského divokého osla, pouštní prase bradavičnaté a spoustu dalších. Za symbol regionu je považována zebra Grévyho.

### Flora
Na tomto území se nachází mnoho ohrožených druhů, velká část z nich jsou endemity. Nejvíce těchto druhů je na ostrově Sokotra a na severu Somálska.